# بقاء تأثير شلل العضلات بعد الجراحة
بقاء تأثير شلل العضلات بعد الجراحة (PORC) أو الحصار العصبي العضلي المتبقي (RNMB) هو شلل متبقي بعد الخروج من التخدير العام والذي قد يحدث مع استخدام أدوية حصار الأعصاب العضلية. يعرف الحصار العصبي العضلي المتبقي اليوم على أنه سلسلة من أربعة نسب أقل من 0.9 عند قياس الاستجابة لتحفيز العصب الزندي في العضلة المقربة لإبهام اليد باستخدام ميكانيكية العضلات أو تخطيط كهربية العضلات. أفاد تحليل تلوي أن معدل حدوث الشلل العصبي العضلي المتبقي كان 41٪ في المرضى الذين يتلقون عوامل حصار عصبي عضلي متوسطة أثناء التخدير. من الممكن أن يكون أكثر من 100000 مريض سنويًا في الولايات المتحدة وحدها معرضين لخطر الأحداث السلبية المرتبطة بالحصار العصبي العضلي المتبقي غير المكتشف. إن مراقبة وظائف العضلات العصبية واستخدام الجرعة المناسبة من السوجامادكس لعكس الحصار الناتج عن الروكورونيوم يمكن أن يقلل من حدوث التكوير المتبقي بعد الجراحة. في هذه الدراسة، مع مجموعة الرعاية المعتادة التي تتلقى الانعكاس باستخدام النيوستيغمين أدى ذلك إلى معدل حصار متبقي بنسبة 43%.

## الحدوث
أثبتت دراسات متعددة أن الانعكاس غير الكامل للحصار العصبي العضلي المتبقي هو عامل خطر مهم للاعتلال والوفيات بعد الجراحة. أظهرت دراسات متعددة أن التكوير المتبقي بعد الجراحة في وحدة رعاية ما بعد التخدير (PACU) هو أحد المضاعفات الشائعة، حيث يظهر 40% من المرضى علامات الشلل المتبقي. يبقى معدل حدوث هذه المضاعفات مرتفعًا ولا يبدو أنه يتناقص بمرور الوقت.

## أنواع عوامل الحجب العصبية العضلية
تصنف إلى مجموعتين رئيسيتين:
- عوامل الحجب العصبية العضلية المزيلة للاستقطاب: تنتج استرخاء العضلات الهيكلية عن طريق الارتباط مباشرة بمستقبلات الأسيتيل كولين لتسبب استقطابًا مطولًا.
- عوامل الحجب العصبية العضلية غير المزيلة للاستقطاب: مضادات تنافسية (تتنافس مع الأسيتيل كولين [ACh] على مواقع الارتباط بمستقبلات الأسيتيل كولين)، ما يمنع بدء جهد الفعل.[7]

### عوامل حجب العضلات العصبية غير المزيلة للاستقطاب
تصنف عوامل حجب العضلات العصبية غير المزيلة للاستقطاب بناء على مدة عملها (عوامل قصيرة أو متوسطة أو طويلة المفعول). أكثر نوعين من عوامل حجب العضلات العصبية غير المزيلة للاستقطاب استخدامًا في غرفة العمليات هما روكورونيوم وفيكورونيوم. وكلاهما من عوامل حجب العضلات العصبية غير المزيلة للاستقطاب ذات المفعول المتوسط والستيرويدية. يمكن عكس تأثير فيكورونيوم وروكورونيوم بواسطة مضادات الكولينستريز (نيوستيجمين) أو سوجاماديكس. إذا لم يتم تحقيق التعافي التلقائي الكافي، فيجب إعطاء نيوستيجمين (أو سوجاماديكس).

### عوامل حجب العضلات العصبية المزيلة للاستقطاب
يعد السكسينيل كولين هو عامل حجب العضلات العصبية المزيلة للاستقطاب الوحيد المتاح للاستخدام السريري. فهو ينتج حصارًا عضليًا عصبيًا هو الأسرع في البداية وله أقصر مدة من بين جميع عوامل حجب العضلات العصبية المزيلة للاستقطاب. ونظرًا لهذه الخصائص، غالبًا ما يستخدم السكسينيل كولين للتحريض التسلسلي السريع والتنبيب. عندما يكون هناك حصار مستمر، عند استخدام التسريب أو الجرعات المتكررة أو جرعة كبيرة من السكسينيل كولين (>4 مجم / كجم)، يزداد خطر حدوث حصار المرحلة الثانية والشلل المطول. يحدث هذا النوع من الحصار عندما تبدأ مرحلة إزالة التحسس ولم تعد العضلة تستجيب للأستيل كولين ويتم تحقيق الحصار العصبي العضلي الكامل. يشير تلاشي TOF إلى حصار المرحلة الثانية الذي من المحتمل أن يحدث لدى المرضى الذين تلقوا السكسينيل كولين وقد يشبه سمات الحصار غير المستقطب. أثناء المرحلة الثانية، لا ينبغي محاولة عكس التأثير باستخدام النيوستجمين. يمكن أن تؤدي عوامل مضادات الكولينستراز إلى تفاقم الشلل في هذا الوضع. قد يكون الشلل المطول بعد تناول السكسينيل كولين بسبب نقص بوتيريل كولينستراز (الكولينستراز الزائف) وقد يتطلب تهوية ميكانيكية مطولة. على عكس مضادات التشنج العضلي العصبي غير المستقطبة، لا ينبغي محاولة عكس التأثير باستخدام النيوستجمين ولن يكون للسوجاماديكس أي تأثير على التعافي.